# Osceola County (Iowa)
Das Osceola County ist ein County im US-Bundesstaat Iowa. Bei der Volkszählung im Jahr 2020 hatte das County 6192 Einwohner und eine Bevölkerungsdichte von 6 Einwohnern pro Quadratkilometer. Der Verwaltungssitz (County Seat) ist Sibley, benannt nach General G. H. Sibley aus Minnesota.

## Geographie
Das County liegt im Nordwesten von Iowa, grenzt im Norden an Minnesota und hat eine Fläche von 1.035 Quadratkilometern, wovon zwei Quadratkilometer Wasserfläche sind. Es grenzt an folgende Nachbarcountys:
| Nobles County (Minnesota) |                | Jackson County (Minnesota) |
| Lyon County               |                | Dickinson County           |
| Sioux County              | O’Brien County | Clay County                |

## Geschichte

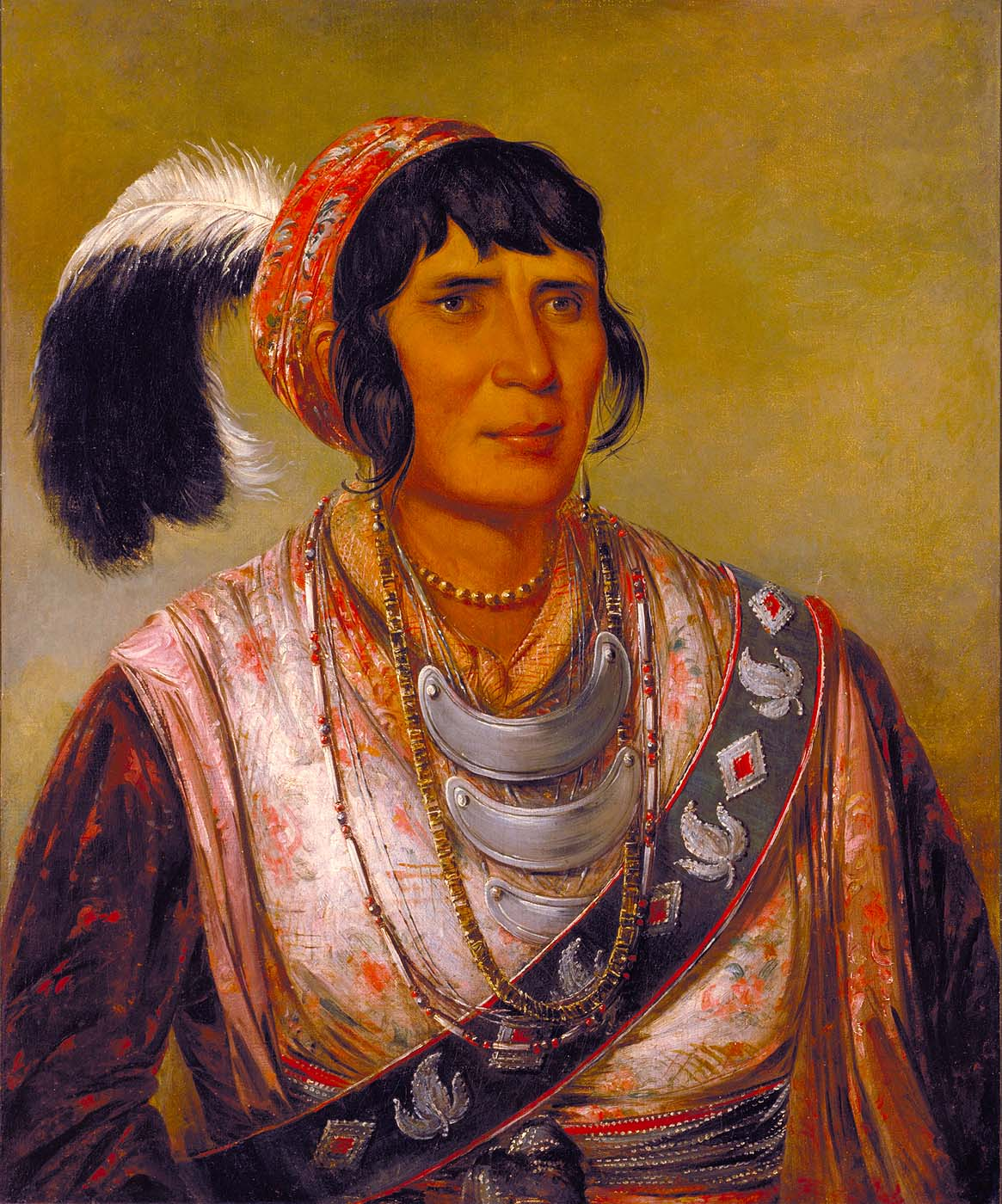
Osceola

Das Osceola County wurde 1871 aus ehemaligen Teilen des Woodbury County gebildet. Benannt wurde es nach einem Häuptling der Seminolen, Osceola.
Es ist das kleinste und jüngste County in Iowa. Im gleichen Jahr kam der erste Siedler, Captain Eldred Huff, und steckte seinen Claim ab. Am 1. Januar 1872 trat die County-Verwaltung zum ersten Mal zusammen. Das erste Gerichtsgebäude, in Holzbauweise, wurde im November des folgenden Jahres erbaut und diente auch als Versammlungsraum, Schule und Kirche.
Im September 1903 wurde das zweite Courthouse fertiggestellt und im Oktober 1915 mit Elektrizität versorgt. Das Osceola County Courthouse ist das einzige Bauwerk des Countys, das im National Register of Historic Places eingetragen ist.

## Demografische Daten
Nach der Volkszählung im Jahr 2010 lebten im Osceola County 6.462 Menschen in 2.724 Haushalten. Die Bevölkerungsdichte betrug 6,3 Einwohner pro Quadratkilometer.
Ethnologisch betrachtet setzte sich die Bevölkerung zusammen aus 95,2 Prozent Weißen, 0,3 Prozent Afroamerikanern, 0,3 Prozent amerikanischen Ureinwohnern, 0,3 Prozent Asiaten sowie aus anderen ethnischen Gruppen; 0,8 Prozent stammten von zwei oder mehr Ethnien ab. Unabhängig von der ethnischen Zugehörigkeit waren 6,7 Prozent der Bevölkerung spanischer oder lateinamerikanischer Abstammung.
In den 2.724 Haushalten lebten statistisch je 2,38 Personen.
23,1 Prozent der Bevölkerung waren unter 18 Jahre alt, 57,2 Prozent waren zwischen 18 und 64 und 19,7 Prozent waren 65 Jahre oder älter. 49,8 Prozent der Bevölkerung war weiblich.
Das jährliche Durchschnittseinkommen eines Haushalts lag bei 43.889 USD. Das Prokopfeinkommen betrug 23.063 USD. 8,5 Prozent der Einwohner lebten unterhalb der Armutsgrenze.

## Orte im Osceola County
Citys
| - Ashton - Harris - Melvin | - Ocheyedan - Sibley |

Unincorporated Communitys
- Allendorf
- Cloverdale
- May City

## Gliederung
Das Osceola County ist in 12 Townships eingeteilt:
| - Allison Township - Baker Township - East Holman Township - Fairview Township | - Gilman Township - Goewey Township - Harrison Township - Horton Township | - Ocheyedan Township - Viola Township - West Holman Township - Wilson Township |